# LEVEL3
Level3 (stylizováno jako LEVEL3) je čtvrté studiové a celkově šesté album japonské dívčí skupiny Perfume. Bylo vydáno 2. října 2013. Oficiálně vyšlo v pěti státech, nejčastěji jako CD, nebo DVD. Na internetu bylo vydáno i v digitální formě.
Album od odborné kritiky získávalo velmi pozitivní hodnocení a stalo se tak třetím pozitivně hodnoceným studiovým albem Perfume v řadě.

## Seznam skladeb
1. „Enter the Sphere“ – 3:37
2. „Spring of Life“ (Album Mix) – 5:59
3. „Magic of Love“ (Album Mix) – 4:16
4. „Clockwork“ – 4:32
5. „1mm“ – 4:18
6. „Mirai no Museum“ – 3:23
7. „Party Maker“ – 7:21
8. „Furikaeru to Iru Yo“ – 6:16
9. „Point“ – 3:49
10. „Daijyobanai“ – 3:06
11. „Handy Man“ – 4:02
12. „Sleeping Beauty“ – 4:53
13. „Spending All My Time“ (Album Mix) – 4:03
14. „Dream Land“ – 5:21

### Singly
Singly z alba Level3

1. „Spring of Life“
Vydáno: 11. dubna 2012
2. „Spending All My Time“
Vydáno: 15. srpna 2012
3. „Mirai no Museum“
Vydáno: 27. února 2013
4. „Magic of Love“
Vydáno: 22. května 2013

## Umístění v žebříčcích
Level3 debutovalo na prvním místě v japonském denním žebříčku Oricon. Hned v prvním týdnu od vydání se podle žebříčku Oricon prodalo přibližně 165 000 nosičů. Level3 se stalo čtvrtým po sobě jdoucím studiovým albem skupiny Perfume, které debutovalo na první příčce žebříčku Oricon pro denní i týdenní hodnocení. Následující týden se album propadlo na druhé místo a ve druhém týdnu prodeje se prodalo dalších 27 000 kopií. Ve třetím týdnu od vydání se album opět propadlo, tentokrát na šestou příčku a bylo prodáno dalších 14 000 kopií. Album se ale udrželo v Top 10 po dobu tří týdnů, a v Top 300 11 týdnů.
Level3 se objevilo na prvním místě žebříčku Billboard nejlépe prodávaných alb. V listopadu 2013 bylo album za přesáhnutí hranice 250 000 prodaných nosičů certifikováno jako platinové japonskou hudební asociací RIAJ (Recording Industry Association of Japan). Album se tak stalo třetím po sobě jdoucím studiovým albem Perfume, které přesáhlo hranici 250 000 prodaných nosičů a tudíž bylo certifikováno jako platinové. Na konci roku 2013 bylo prodáno 234 294 kopií alba Level3 a v Japonsku se stalo 23. nejprodávanějším albem.
| Žebříček                             | Typ žebříčku | Stát        | Pozice |
| ------------------------------------ | ------------ | ----------- | ------ |
| Billboard World Albums               | týdenní      | USA         | 8      |
| Japanese Albums Chart                | týdenní      | Japonsko    | 1      |
| South Korean Albums Chart            | týdenní      | Jižní Korea | 43     |
| Taiwanese International Albums Chart | týdenní      | Tchaj-wan   | 4      |
| Taiwanese J-Pop Albums Chart         | týdenní      | Tchaj-wan   | 4      |
| Japanese Albums Chart                | roční        | Japonsko    | 23     |

## Certifikace
| Žebříček | Země     | Počet prodaných nosičů | Certifikace |
| -------- | -------- | ---------------------- | ----------- |
| RIAJ     | Japonsko | 234 294                | platinum    |